# Wegkreuz beim Hofbauer

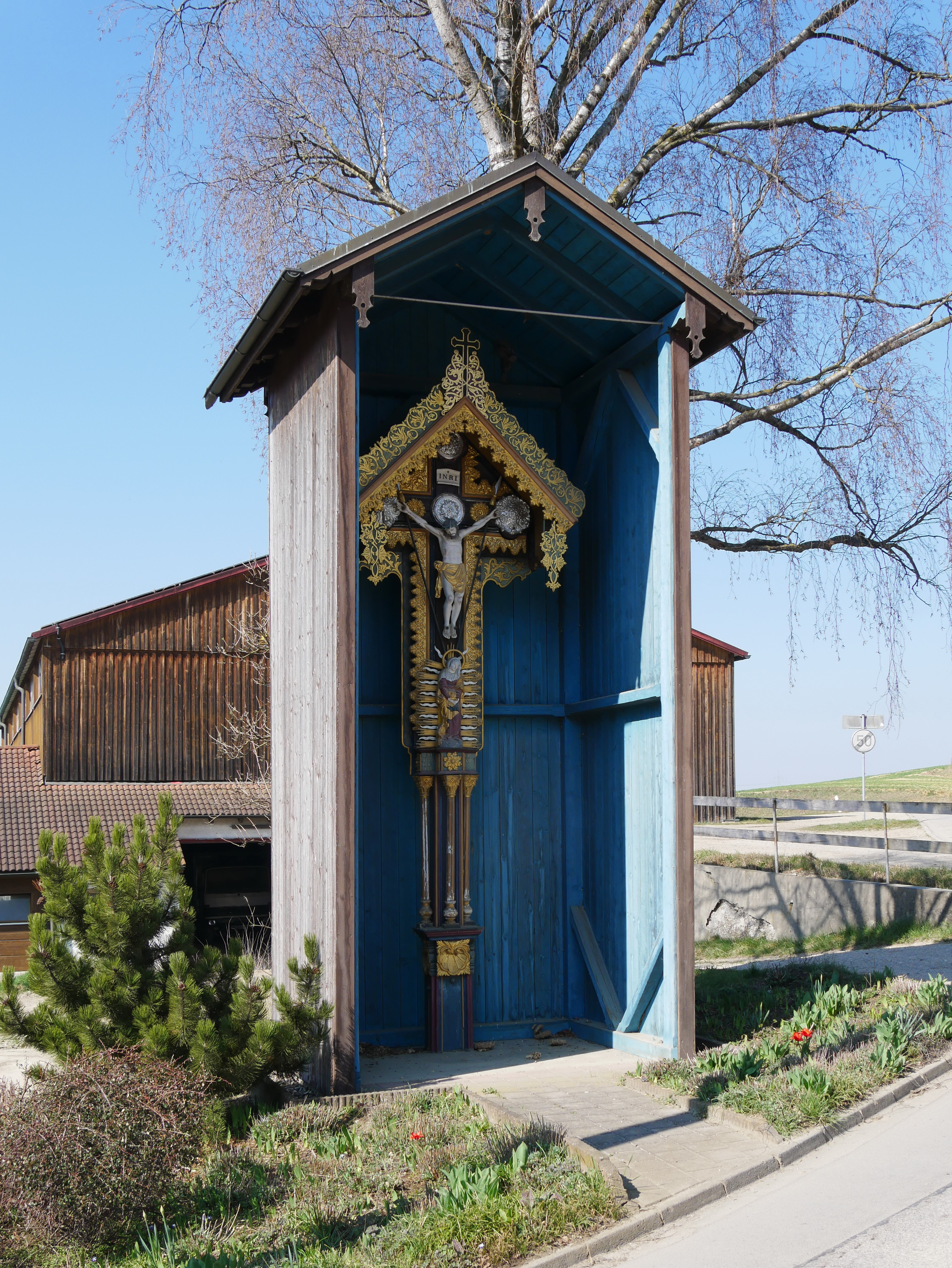
Wegkreuz beim Hofbauer in Sankt Franziskus

Das Wegkreuz beim Hofbauer in Sankt Franziskus, einem Ortsteil der Gemeinde Dasing im schwäbischen Landkreis Aichach-Friedberg, wurde 1900 im Auftrag von Johann Metzger geschaffen. Das Wegkreuz aus Gusseisen ist ein geschütztes Baudenkmal.
Das mächtige Kruzifix mit Arma Christi und trauernder Maria besteht aus Eisenguss und Drechslerarbeit.
Der Wettermantel wurde erneuert, in den Jahren 1955 und 2001 erfolgte eine Restaurierung.